# Paco Rassat
Paco Rassat (Chambéry, 13 novembre 1998) è uno sciatore alpino francese.

## Biografia
Slalomista puro originario di Aillon-le-Jeune e attivo dal dicembre del 2014, Rassat ha esordito in Coppa Europa il 25 gennaio 2018 a Chamonix e in Coppa del Mondo il 9 gennaio 2022 ad Adelboden, in entrambi i casi senza completare la prova; il 20 gennaio 2022 ha conquistato a Vaujany il primo podio in Coppa Europa (2º). Ai Mondiali di Saalbach-Hinterglemm 2025, sua prima presenza iridata, si è classificato 14º nella combinata a squadre e non ha completato lo slalom speciale; non ha preso parte a rassegne olimpiche.

## Palmarès

### Coppa del Mondo
- Miglior piazzamento in classifica generale: 64º nel 2025

### Coppa Europa
- Miglior piazzamento in classifica generale: 17º nel 2022
- 2 podi:
  - 2 secondi posti

### South American Cup
- Miglior piazzamento in classifica generale: 15º nel 2024
- 2 podi:
  - 1 vittoria
  - 1 secondo posto

#### South American Cup - vittorie
| Data              | Località     | Paese     | Specialità |
| ----------------- | ------------ | --------- | ---------- |
| 14 settembre 2023 | Cerro Castor | Argentina | SL         |

Legenda:

SL = slalom speciale

### Campionati francesi
- 1 medaglia:
  - 1 bronzo (slalom speciale nel 2023)